# Jaboti
Jaboti est une municipalité brésilienne située dans l'État du Paraná.